# Hermandad Gallega Fútbol Club
El Hermandad Gallega FC es un club de fútbol profesional venezolano, establecido en la ciudad de Valencia.

## Historia
Tomó parte en el Torneo Aspirantes de Venezuela 2003/04, donde compartió el Grupo Central B con otros 5 rivales, entre ellos el Deportivo Miranda FC y Yaritagua FC. Finalizó la Primera Fase del torneo siendo líder invicto de su grupo, tras sumar 26 unidades, accediendo así a la Segunda Fase donde buscaría uno de los dos lugares para la final de la temporada. Nuevamente invicto, lideró el Grupo 2 tras sumar 14 puntos, accediendo así a la final de la temporada, por el campeonato del torneo y el ascenso a la Segunda División de Venezuela de la temporada siguiente; tras vencer al Deportivo Galicia con un marcador global de 6-2, se corona campeón del torneo y accede a la Segunda División para la siguiente zafra.
La Segunda División Venezolana 2004/05 inició con el Torneo Apertura 2004, donde el cuadro gallego finalizó en la octava casilla, tras sumar 20 puntos a lo largo del semestre. Para el Torneo Clausura 2005, finaliza en la novena posición de once participantes, tras obtener 21 unidades en todo el torneo, cerrando así su semestre de debut en la categoría. Para la temporada 2005-2006 de la Segunda División, el equipo carabobeño tomó parte en el Grupo Centro-Oriental en el Torneo Apertura 2005, grupo donde compitió con equipos como el Deportivo Anzoátegui, el Caracas FC B y el Nueva Cádiz FC. Finalizó en la sexta posición de grupo, con 14 unidades, solo a 3 puntos del Caracas FC B quien obtuvo la última plaza para disputar, en el siguiente torneo de la temporada, el ascenso a la Primera División. Para la segunda mitad de la temporada, disputó el Torneo de Promoción y Permanencia, con equipos provenientes del Torneo Aspirantes de Venezuela 2005/06; finalizó en la quinta posición de grupo, tras sumar solamente 11 unidades, regresando así a disputar el Torneo de Aspirantes la siguiente temporada.
Tras no competir en la primera mitad de la temporada, tomó parte en el Torneo Clausura 2007 del Torneo Aspirantes de Venezuela 2006/07, la última temporada en la que este torneo se disputó, donde el cuadro gallego obtuvo el título en la temporada 2003-2004. Finalizó en la tercera posición del Grupo Centro-Oriental, sumando 20 puntos tras 12 compromisos disputados, logrando así el ascenso para la Segunda División B de Venezuela, de la siguiente campaña. La Segunda División B Venezolana 2007/08 dio inicio con el Apertura 2007, donde el equipo carabobeño finalizó en la tercera casilla del Grupo Centro-Oriental, tras lograr 22 puntos, clasificando al siguiente torneo de la temporada, en búsqueda de regresar a la Segunda División para la temporada siguiente; en el Clausura 2008, finaliza en la tercera posición de su grupo, tras lograr 13 puntos en igual cantidad de partidos disputados.
Tomó parte en la Segunda División Venezolana 2008/09, temporada que arrancó con el Torneo Apertura 2008, donde obtiene un total de 6 victorias en todo el semestre, finalizando en la séptima posición del torneo, con 21 unidades. En el Torneo Clausura 2008, finaliza en la posición 13, sumando solamente 2 victorias a lo largo del semestre, y 11 puntos en total; en la Tabla Acumulada de la temporada, fue duodécimo con 42 unidades, permaneciendo en la categoría en la temporada siguiente. La Segunda División Venezolana 2009/10 inició con el Apertura 2009, donde el cuadro gallego finalizó en la casilla 16 de 17 participantes, con un total de 12 derrotas en 16 partidos, sumando apenas 10 puntos en todo el torneo. Para el siguiente torneo de la temporada, el rendimiento sería igualmente pobre: solo 2 victorias a lo largo del torneo, le ubicaron en la posición 15 de la tabla de posiciones con apenas 8 unidades obtenidas; en la Tabla Acumulada de la temporada, finalizó en la posición 16, con 18 unidades en total, descendiendo así a la Segunda División B de Venezuela, para la temporada siguiente.
Teniendo como rivales en el Grupo Central a SC Guaraní, Arroceros de Calabozo, Atlético Cojedes, La Victoria FC y al Deportivo Apure FC, toma parte en la primera parte de la Segunda División B Venezolana 2010/11, donde finaliza el Torneo Apertura 2010 siendo último de grupo con 8 unidades sumadas en todo el torneo; Para el Torneo Clausura 2011, nuevamente exhibió el pobre nivel futbolístico del torneo y temporada anterior, finalizando nuevamente último de grupo, sin sumar una sola victoria en todo el semestre y tras ser último de su grupo en la Tabla Acumulada de la temporada, desciende a la Tercera División de Venezuela, siendo la temporada 2010-2011 de la "Segunda B", la última incursión del club en su momento.

### El regreso
Tras esa última incursión en la temporada 2010-2011, se mantuvo compitiendo a nivel local y en la Serie Interregional Sub18 y Sub 20, donde obtuvo destacadas actuaciones. Tras 3 años de ausencia, el equipo regresa a los torneos profesionales de la F.V.F para la Tercera División Venezolana 2014/15, donde compartirá el Grupo Central con Caracas FC B, Pellicano FC, Deportivo Peñarol FC entre otros rivales.

## Estadio
El Campo Manuel Freire ubicado en Valencia es el estadio donde realiza los partidos como local.
El Manuel Freire es un campo ubicado en la ciudad de Valencia, estado Carabobo, sede de la Hermandad Gallega y sus categorías de fútbol base. En la parte centro norte de Valencia, Venezuela, que a pesar de ser una infraestructura relativamente pequeña es usada para diversas disciplinas deportivas destacándose entre ellas el fútbol, su capacidad alcanza los 3 mil espectadores aproximadamente.

## Palmarés
- Torneo Aspirantes (1): 2003/04.